# بليك فاغنر
بليك فاغنر (بالإنجليزية: Blake Wagner)‏ (29 يناير 1988 بأتلانتا في الولايات المتحدة - ) هو لاعب كرة قدم أمريكي في مركز الدفاع. شارك مع منتخب الولايات المتحدة تحت 17 سنة لكرة القدم ومنتخب الولايات المتحدة تحت 20 سنة لكرة القدم ومنتخب الولايات المتحدة تحت 23 سنة لكرة القدم. أما مع النوادي، فقد لعب مع ريال سالت ليك وفانكوفر وايتكابس ونادي دالاس ونادي شمال كارولاينا وTampa Bay Rowdies ‏ وسان أنتونيو سكوربيونز وفانكوفر وايتكابس (نادي كرة قدم) وVancouver Whitecaps FC U-23 ‏.

## وصلات خارجية
- بليك فاغنر على موقع الدوري الأمريكي (الإنجليزية)
- بليك فاغنر على موقع قاعدة بيانات كرة القدم.إي يو (الإنجليزية)